# Kasper Jørgensen
Pour les articles homonymes, voir Jørgensen.
Kasper Jørgensen, né le 7 novembre 1999 au Danemark, est un footballeur danois qui évolue au poste d'arrière droit au LASK.

## Biographie

### En club
Né au Danemark, Kasper Jørgensen est formé par le FC Nordsjælland. Il joue également pendant un an avec les moins de 19 ans et l'équipe réserve du Brøndby IF, qu'il rejoint le 29 juillet 2018, avant d'arriver librement au Lyngby BK à l'été 2019. Il joue son premier match en professionnel avec ce club, le 22 juillet 2019, à l'occasion d'une rencontre de Superligaen, contre l'Odense BK. Il entre en jeu et son équipe s'incline par quatre buts à un.
Jørgensen inscrit son premier but en professionnel lors d'une rencontre de championnat face à son club formateur, le FC Nordsjælland, le 28 septembre 2020. Il est titularisé et ouvre le score mais son équipe s'incline par quatre buts à un.
Le 5 octobre 2020, Kasper Jørgensen est prêté jusqu'à la fin de l'année au club norvégien de l'Aalesunds FK.
Le 9 janvier 2023, Kasper Jørgensen rejoint l'Aalborg BK. Il signe un contrat de trois ans, soit jusqu'en décembre 2025.
Jørgensen inscrit son premier but pour l'Aalborg BK le 24 août 2023, lors d'une rencontre de championnat face au Hobro IK. Titulaire, il marque le but vainqueur de son équipe dans les derniers instants du match.

### En sélection
Kasper Jørgensen représente l'équipe du Danemark des moins de 18 ans pour un total de trois matchs joués, tous en 2017. Il marque un but lors de son premier match, le 8 mars contre l'Italie (4-4 score final).
Kasper Jørgensen joue son premier match avec l'équipe du Danemark espoirs le 12 janvier 2020, face à la Slovaquie. Il entre en jeu et son équipe l'emporte par trois buts à un.